# Izvestkove, Sakî
Izvestkove (în ucraineană Ізвесткове) este un sat în comuna Dobrușîne din raionul Sakî, Republica Autonomă Crimeea, Ucraina.

## Demografie
Componența lingvistică a localității Izvestkove
     Rusă (81,67%)
     Ucraineană (14,17%)
     Tătară crimeeană (4,17%)
Conform recensământului din 2001, majoritatea populației localității Izvestkove era vorbitoare de rusă (81,67%), existând în minoritate și vorbitori de ucraineană (14,17%) și tătară crimeeană (4,17%).